# 島田豊作
島田 豊作（しまだ とよさく、1912年3月31日 - 1988年7月11日）は、日本の陸軍軍人。士候45期。最終階級は陸軍中佐。群馬県館林市出身。

## 経歴

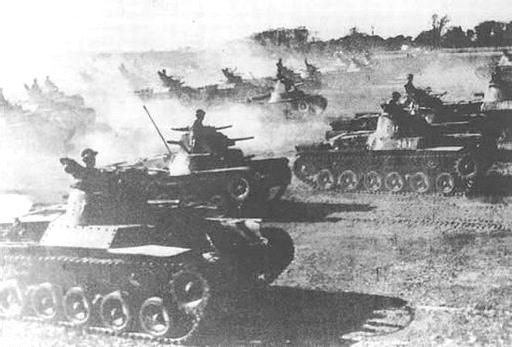
機甲部隊（九七式中戦車と九五式軽戦車の混成）

1929年、旧制館林中学校を卒業後、陸軍士官学校に入校（第45期、兵科：歩兵）。卒業後は見習士官を経て陸軍歩兵少尉として戦車第2連隊で戦車教育を受ける。
その後、1935年の満州事変、1939年の日中戦争（支那事変）に従軍。
太平洋戦争（大東亜戦争）緒戦の南方作戦においては、戦車第6連隊麾下の第4中隊長（島田戦車隊、九七式中戦車・九五式軽戦車計15両装備）としてマレー作戦に参加。スリム・リバーの戦いでは、第4中隊の戦車および随伴の歩兵・工兵100人余りとともに、トロラク、スリム・リバー、スリムの陣地に対し戦史上稀な戦車による夜襲を決行。全縦深を1日で突破し、さらに戦車の機動力を生かした電撃戦を行い先述の各市街を占領するとともに、イギリス軍司令部を攻撃しスリム市街に進出した事で後方の英印軍1個師団の退路を絶ち包囲・殲滅。またスリムでは鉄橋を無傷で確保した。
その後、1942年4月には戦車第9連隊附として、満州の東寧に移動し、さらに1943年3月に陸軍士官学校機甲兵教官として赴任。1945年3月、戦車第18連隊長となり、そのまま終戦を迎える。
戦後は教員免許を取得して母校・館林高校で社会科を教え、定年まで教鞭を振るった。
1988年7月11日死去。享年76。

## 軍歴
- 1933年7月11日 - 陸軍士官学校本科卒業
- 1933年10月20日 - 陸軍歩兵少尉任官・歩兵第17連隊附
- 1934年4月 - 戦車第2連隊練習部
- 1934年11月 - 留守歩兵第22大隊附
- 1935年1月 - 独立守備隊歩兵第9大隊附
- 1935年10月 - 陸軍歩兵中尉昇進
- 1938年3月 - 陸軍歩兵大尉昇進
- 1939年12月 - 戦車第8連隊中隊長
- 1940年6月 - 戦車第6連隊第4中隊長
- 1941年12月～42年2月 - マレー作戦に参加
- 1942年4月 - 戦車第9連隊附
- 1943年3月 - 陸軍士官学校機甲兵教官
- 1945年6月 - 戦車第18連隊長
  - 8月15日 - 終戦

## 著書
- マレー戦車隊（河出書房、1967年／河出書房新社 、1975年）
- サムライ戦車隊長―島田戦車隊奮戦す（光人社、1984年、2003年、2010年）

## 美術作品に描かれた島田像
1944年（昭和18年）、洋画家の伊原宇三郎の手で肖像画『島田戦車部隊スリムの敵陣突破』が製作され、戦時特別文展に出品された。戦後、この絵画はGHQにより軍事主義的である判断され、他の作家の戦争画とともに没収。1970年（昭和45年）、アメリカ合衆国から無期限貸与の形で返還され、以後、東京国立近代美術館に収蔵されている。